# Exoprosopa socia
Exoprosopa socia är en tvåvingeart som beskrevs av Osten Sacken 1886. Exoprosopa socia ingår i släktet Exoprosopa och familjen svävflugor. Inga underarter finns listade i Catalogue of Life.